# Série de championnat de la Ligue nationale de baseball 1981
La Série de championnat de la Ligue nationale de baseball 1981 était la série finale de la Ligue nationale de baseball, dont l'issue a déterminé le représentant de cette ligue à la Série mondiale 1981, la grande finale des Ligues majeures de baseball.
Cette série trois de cinq a débuté le mardi 13 octobre 1981 et s'est terminée le lundi 19 octobre 1981 par une victoire des Dodgers de Los Angeles, trois parties à deux, sur les Expos de Montréal.

## Contexte
La saison 1981 des Ligues majeures de baseball avait été interrompue pendant 50 jours en raison d'une grève des joueurs. Lors du retour au jeu, la ligue décida d'utiliser une formule peu conventionnelle pour cette saison seulement. Elle détermina que les équipes se trouvant en tête de leurs divisions au moment de l'arrêt de jeu seraient nommées championnes de la première moitié de saison, et accéderaient automatiquement aux séries éliminatoires. Les matchs restant au calendrier régulier serviraient à déterminer le classement des équipes pour la seconde moitié, qui couronnerait à son tour des champions dans les divisions Est et Ouest. Le baseball majeur avait prévu de permettre à un wild card (meilleur deuxième) de passer en séries si le champion d'une division s'avérait être le même lors des deux moitiés de la saison, mais cette éventualité ne se concrétisa pas.
Des Séries de divisions dans les ligues Américaine et Nationale eurent donc lieu exceptionnellement en 1981. Dès 1982, les ligues majeures retournèrent aux saisons régulières de 162 parties et à la formule régulière d'un seul tour éliminatoire avant la Série mondiale, et ce format fut celui privilégié jusqu'en 1995.

## Équipes en présence
Les Dodgers de Los Angeles remportèrent le championnat de la section Ouest de la Nationale en première moitié de saison avec 36 victoires et 21 défaites, avec un demi-match de priorité sur les Reds de Cincinnati, qui comptaient un match de moins de joué au moment de l'interruption des activités. Les Dodgers ont remis une fiche de 63-47 sur l'ensemble de la saison et participaient aux séries pour la première fois depuis 1978.
En Série de division, les Dodgers ont triomphé en 4 matchs des Astros de Houston (61-49), champions de la seconde moitié du calendrier régulier dans la division Ouest.
Champions de la division Est de la Ligue nationale en seconde moitié de saison, les Expos de Montréal (30-23) ont remporté leur seul championnat de section et participé aux éliminatoires pour la seule fois de leur histoire en 1981. Ils avaient pris le 3e rang dans l'Est en première moitié, et compilé un dossier de 60-48 pour l'ensemble de la saison. Sur l'ensemble de la saison, ces statistiques leur auraient donné le premier rang de la division.
En Série de division, les Expos ont battu en cinq parties les Phillies de Philadelphie (59-48), premiers de l'Est au cours de la seconde moitié du calendrier et champions en titre de la Série mondiale.

## Déroulement de la série

### Calendrier des rencontres
| Match | Date       | Visiteur               | Hôte                   | Score |
| ----- | ---------- | ---------------------- | ---------------------- | ----- |
| 1     | 13 octobre | Expos de Montréal      | Dodgers de Los Angeles | 1 - 5 |
| 2     | 14 octobre | Expos de Montréal      | Dodgers de Los Angeles | 3 - 0 |
| 3     | 16 octobre | Dodgers de Los Angeles | Expos de Montréal      | 1 - 4 |
| 4     | 17 octobre | Dodgers de Los Angeles | Expos de Montréal      | 7 - 1 |
| 5     | 19 octobre | Dodgers de Los Angeles | Expos de Montréal      | 2 - 1 |

### Match 1
Mardi 13 octobre 1981 au Dodger Stadium, Los Angeles, Californie.
| Expos de Montréal | 0 | 0 | 0 | 0 | 0 | 0 | 0 | 0 | 1 | 1 | 9 | 0 |
| Dodgers de Los Angeles | 0 | 2 | 0 | 0 | 0 | 0 | 0 | 3 | X | 5 | 8 | 0 |
| Lanceurs partants : MTL : Bill Gullickson LA : Burt Hooton Vic. : Burt Hooton (1-0) Déf. : Bill Gullickson (0-1) HRs: LA : Pedro Guerrero (1), Mike Scioscia (1) |   |   |   |   |   |   |   |   |   |   |   |   |

Après que les Dodgers se furent inscrits deux fois à la marque en 2e manche, Pedro Guerrero et Mike Scioscia mirent le match hors de portée des Expos avec des coups de circuit consécutifs en 8e manche contre l'as releveur Jeff Reardon. Un double de Larry Parrish fit marquer Gary Carter en début de 9e manche pour Montréal, mais ce fut trop tard. Los Angeles l'emporta 5-1 dans le match inaugural de la Série de championnat.

### Match 2
Mercredi 14 octobre 1981 au Dodger Stadium, Los Angeles, Californie.
| Expos de Montréal | 0 | 2 | 0 | 0 | 0 | 1 | 0 | 0 | 0 | 3 | 10 | 0 |
| Dodgers de Los Angeles                                                                                                 | 0 | 0 | 0 | 0 | 0 | 0 | 0 | 0 | 0 | 0 | 5  | 1 |
| Lanceurs partants : MTL : Ray Burris LA : Fernando Valenzuela Vic. : Ray Burris (1-0) Déf. : Fernando Valenzuela (0-1) |   |   |   |   |   |   |   |   |   |   |    |   |

Ray Burris lança un match complet de cinq coups sûrs, déclassant son vis-à-vis Fernando Valenzuela, et les Expos blanchirent les Dodgers 3-0 pour niveler les chances dans la série. Tim Raines frappa 3 coups sûrs et produisit un point pour Montréal.

### Match 3
Vendredi 16 octobre 1981 au Stade olympique, Montréal, Québec.
| Dodgers de Los Angeles | 0 | 0 | 0 | 1 | 0 | 0 | 0 | 0 | 0 | 1 | 7 | 0 |
| Expos de Montréal | 0 | 0 | 0 | 0 | 0 | 4 | 0 | 0 | X | 4 | 7 | 1 |
| Lanceurs partants : LA : Jerry Reuss MTL : Steve Rogers Vic. : Steve Rogers (1-0) Déf. : Jerry Reuss (0-1) HRs: MTL : Jerry White (1) |   |   |   |   |   |   |   |   |   |   |   |   |

Les Dodgers prirent les devants en 4e manche lorsque Dusty Baker croisa le marbre sur un roulant au troisième but de Ron Cey, retiré sur le jeu. Par la suite, Steve Rogers, gagnant de deux victoires dans la Série de division contre Philadelphie, offrit une autre solide performance, lançant un match complet de sept coups sûrs.
Montréal inscrivit quatre points après deux retraits en 6e manche. Andre Dawson  frappa un simple, Gary Carter soutira un but-sur-balles, puis Larry Parrish égala la marque avec un coup d'un but. Jerry White enchaîna avec un circuit de trois points contre le lanceur perdant Jerry Reuss. Avec un gain de 4-1 devant leurs partisans, les Expos ne se trouvaient qu'à une victoire d'une première participation à la Série mondiale.

### Match 4
Samedi 17 octobre 1981 au Stade olympique, Montréal, Québec.
| Dodgers de Los Angeles | 0 | 0 | 1 | 0 | 0 | 0 | 0 | 2 | 4 | 7 | 12 | 1 |
| Expos de Montréal | 0 | 0 | 0 | 1 | 0 | 0 | 0 | 0 | 0 | 1 | 5  | 1 |
| Lanceurs partants : LA : Burt Hooton MTL : Bill Gullickson Vic. : Burt Hooton (2-0) Déf. : Bill Gullickson (0-2) HRs : LA : Steve Garvey (1) |   |   |   |   |   |   |   |   |   |   |    |   |

Les deux mêmes lanceurs partants que dans le premier match s'affrontèrent. Les Dodgers évitèrent l'élimination et poussèrent la série à sa limite en triomphant des Expos, 7 à 1, dans un match où le lanceur Burt Hooton eut encore le meilleur sur Bill Gullickson. Steve Garvey frappa un circuit de deux points contre Gullickson en 8e manche pour briser l'égalité de 1-1. Los Angeles ajouta 4 points en 9e manche pour s'assurer la victoire.

### Match 5
Lundi 19 octobre 1981 au Stade olympique, Montréal, Québec.
| Dodgers de Los Angeles | 0 | 0 | 0 | 0 | 1 | 0 | 0 | 0 | 1 | 2 | 6 | 0 |
| Expos de Montréal | 1 | 0 | 0 | 0 | 0 | 0 | 0 | 0 | 0 | 1 | 3 | 1 |
| Lanceurs partants : LA : Fernando Valenzuela MTL : Steve Rogers Vic. : Fernando Valenzuela (1-1) Déf. : Steve Rogers (1-1) Sauv. : Bob Welch (1) HRs : LA : Rick Monday (1) |   |   |   |   |   |   |   |   |   |   |   |   |

Tim Raines entreprit la première manche avec un double pour les Expos. Il devança un relais pour être sauf au troisième coussin sur un coup sacrifice de Rodney Scott, puis vint marquer lorsque Andre Dawson se commit dans un double jeu.
Montréal conserva cette priorité d'un point pendant la première moitié de la partie, jusqu'à ce que Rick Monday entreprenne la 5e manche avec un simple. Il fila au troisième sur un coup sûr de Pedro Guerrero et vint marquer lorsque le partant des Dodgers, Fernando Valenzuela, fut retiré sur un roulant au deuxième but.
En 9e manche, avec une égalité de 1-1, le gérant Jim Fanning décida de relever son lanceur partant Ray Burris par Steve Rogers. Le deuxième frappeur à lui faire face, Rick Monday, catapulta la balle dans les gradins du Stade olympique pour un circuit. Les Dodgers passèrent en Série mondiale en l'emportant 2-1. 
La journée qui vit Rick Monday anéantir les espoirs des Expos d'atteindre leur première finale, de surcroît un lundi (monday, en anglais), a été baptisée Blue Monday par les partisans de l'équipe.

## Joueur par excellence
Le lanceur Burt Hooton, des Dodgers de Los Angeles, fut nommé joueur par excellence de la Série de championnat de 1981 de la Ligue nationale de baseball après avoir lancé 14 manches et deux tiers sans accorder de points aux Expos.